# Acerba animi
 Acerba Animi  je encyklika papeže Pia XI. vyhlášená 29. září 1932, která je věnována antikatolické represi v tehdejším Mexiku. Jedná se v pořadí o druhou encykliku na toto téma po Iniquis afflictisque z roku 1926. Třetí encyklikou byla Nos es muy conocida vydaná v roce 1937.
Papež v encyklice zdůrazňuje pokrok při sjednávání dohod o vzájemných vztazích (konkordáty) s jinými státy a lituje v kapitole 3, že perzekuce katolíků v Mexiku pokračuje s ohledem na článek 130 mexické ústavy, který umožňoval státu moc nad hierarchií církve, např. státní souhlas a početní limit na kněze, který vedl postupně v některých provinciích ke stavu, že 100 000 obyvatel mělo jediného kněze. Papež vyzdvihuje odvahu věřících a kléru při realizaci svobody vyznání a srovnává jejich tehdejší situaci s postavením věřících v sovětském Rusku.